# Vlag van Berlikum

Vlag van Berlikum

De vlag van Berlikum is de dorpsvlag van het Nederlandse dorp Berlikum, in de Friese gemeente Waadhoeke. De vlag werd in de huidige vorm in 2002 geregistreerd. Het ontwerp van de vlag is van de hand van J.C. Terluin.

## Beschrijving
De beschrijving van de vlag is als volgt:
Twee verticale banen rood en geel, in de verhouding 2 : 1; in het rode deel een liggend, omziend, wit Agnus Dei, dat een schuinlinks geplaatst witte kruisvaan met zwaluwstaart tussen de voorpoten heeft, de kruisvaan belegd met een rood kruis.
De kleuren zijn afkomstig van het dorpswapen.

## Symboliek

Lam Gods: symbool voor Christus, ontleend aan een middeleeuwse steen in de Koepelkerk van Berlikum.
- Rode kleur: afgeleid van de kleur van de Koepelkerk.[3]